# New York, police judiciaire
Pour les articles homonymes, voir Law and Order et La Loi et l'Ordre.
New York, unité spéciale
New York, Police judiciaire, ou New York District – La Loi et l'Ordre au Québec – (Law and Order), est une série télévisée américaine créée par Dick Wolf et est diffusée depuis le 13 septembre 1990 sur le réseau NBC aux États-Unis en simultané sur CTV puis sur Citytv au Canada
En France, les saisons 1 à 5 ont été diffusées sous le titre New York District du 10 septembre 1994 au 27 septembre 1997 sur France 3. À l'origine le titre français devait être La Force et le droit mais il sera refusé par la chaîne.
La série revient à la fin des années 1990 sur 13e rue qui programmera les épisodes inédits. Puis à la suite des succès d'audience de New York, unité spéciale et New York, section criminelle, TF1 récupère toute la franchise et programme la série à partir de la saison 9 sous le titre New York, police judiciaire à compter du 2 février 2003. Rediffusion sur 13e rue, TF6, TMC, TV Breizh et NRJ 12 à partir du 10 janvier 2015 et rediffusée depuis le 28 mars 2016 sur Chérie 25 et depuis le 11 mars 2019 sur RMC Story. Au Québec, la série est diffusée à partir de février 2000 à Séries+, puis sur AddikTV. En Belgique, la série est diffusée sur RTL-TVI, puis sur La Une (RTBF).
Il s'agit de la première série de la franchise Law & Order. NBC a commandé le retour de la série, 11 ans après son annulation, pour une diffusion qui a débuté le 24 février 2022,.

## Synopsis
Chaque épisode commence par la phrase : « Dans le système pénal américain, le ministère public est représenté par deux groupes distincts, mais d'égale importance : la police, qui enquête sur les crimes, et le procureur, qui poursuit les criminels. Voici leur histoire. »
Cette série met en scène tous les acteurs du système judiciaire américain dans l'arrondissement de Manhattan, l'un des cinq arrondissements de la ville de New York. On assiste ainsi à la découverte d'un crime, puis à l'enquête de police et à l'instruction judiciaire jusqu'au procès. Cette série est basée sur un rythme très serré, sans temps morts. Mais il y a peu de scènes spectaculaires ou violentes, le rythme est donné par la progression de l'enquête et par les arguments échangés au procès entre l'accusation et la défense. Une particularité importante de la série (qu'elle partage avec ses dérivées) est l'absence totale de flashbacks ou de scène explicite du meurtre. La narration est ainsi orientée vers une retranscription résolument réaliste, mais fortement standardisée, du fonctionnement du système judiciaire.
Les personnages récurrents (policiers, procureurs et avocats) sont caractérisés mais ils sont exclusivement au service de l'action. Le schéma des épisodes et le rythme ne permettent pas d'approfondir sur leur vies privées, on ne les voit pratiquement pas en dehors de leur travail mais cela n'empêche pas de voir les personnages créer des liens entre eux et d'en apprendre sur leurs vies privées.

## Fiche technique
- Scénario : René Balcer
- Réalisateur : Darnell Martin

## Distribution

### Personnages principaux
- Hugh Dancy (VF : Valéry Schatz) : Premier substitut Nolan Price (depuis la saison 21)
- Odelya Halevi (VF : Camille Ravel) : Substitut Samantha Maroun (depuis la saison 21)
- Reid Scott (VF : Swan Demarsan) : Inspecteur Vincent Riley (depuis la saison 23)[8]
- Tony Goldwyn (VF : Thomas Roditi) : Procureur Nicholas Baxter (depuis la saison 23)[9]
- Maura Tierney (VF : ?) : Lieutenant Jessica Brady (depuis la saison 24)[10]

### Anciens personnages principaux
- George Dzundza (VF : Jacques Ferrière) : Sergent Maxwell « Max » Greevey, assassiné (pilote/saison 1)
- Dann Florek (VF : Jean-Louis Maury) : Capitaine Donald « Don » Cragen, est muté à la tête d'une brigade de l'unité des crimes sexuels dans la série dérivée New York, unité spéciale (pilote/saisons 1 à 3)
- Richard Brooks (VF : Jean Roche) : Substitut Paul Robinette, parti dans le civil (pilote/saisons 1 à 3)
- Michael Moriarty (VF : Yves-Marie Maurin) : Premier substitut Benjamin « Ben » Stone, démissionne après le meurtre d'une femme qu'il avait poussé à témoigner (pilote/saisons 1 à 4) ; dans New York, unité spéciale on apprend que le personnage est mort †
- Chris Noth (VF : Érik Colin) : Inspecteur Michael « Mike » Logan, est muté à Staten Island après avoir boxé un homme politique homophobe. Il sera réhabilité dans le téléfilm Exiled, puis muté en 2005 à la section criminelle dans l'autre série dérivée New York, section criminelle (pilote/saisons 1 à 5)
- Steven Hill (VF : Raoul Delfosse) : Procureur Adam Schiff, démissionne pour s'occuper d'un mémorial de l'Holocauste (saisons 1 à 10)
- Paul Sorvino (VF : Roger Carel) : Sergent Philip « Phil » Cerreta, muté à un emploi de bureau après avoir été blessé (saison 2)
- Jerry Orbach (VF : Daniel Gall) : Inspecteur Leonard « Lennie » Briscoe, quitte la police pour prendre sa retraite, puis devient enquêteur pour le bureau du procureur dans la troisième série dérivée New York, cour de justice (saisons 3 à 14) ; dans la saison 20 de New York Police Judiciaire, Curtis apprend au Lieutenant Van Buren la mort de Briscoe (épisode 11). †
- Jill Hennessy (VF : Françoise Cadol) : Substitut Claire Kincaid, décède dans un accident de voiture (saisons 4 à 6)
- S. Epatha Merkerson (VF : Émilie Benoît) : Lieutenante Anita Van Buren, remplaçante de Donald Cragen (saisons 4 à 20), son personnage quitte la série par suite de maladie (cancer).
- Benjamin Bratt (VF : Maurice Decoster) : Inspecteur Reynaldo « Rey » Curtis, démissionne pour s'occuper de ses enfants et de sa femme, malade (saisons 6 à 9)
- Carey Lowell (VF : Charlotte Marin) : Substitut Jamie Ross, partie dans le civil, puis juge (saisons 7 et 8)
- Angie Harmon (VF : Juliette Degenne) : Substitut Abigail « Abbie » Carmichael, démissionne car elle se voit offrir un nouveau poste à Manhattan (saisons 9 à 11)
- Jesse L. Martin (VF : Frantz Confiac) : Inspecteur Edward « Eddy » ou Ed Green, ancien flic de l'anti-gang, décide de quitter l'équipe à la suite d'une fusillade dont il faillit être inculpé et jugé (saisons 10 à 18)
- Dianne Wiest (VF : Monique Nevers) : Procureure par intérim Nora Lewin (saisons 11 et 12)
- Elisabeth Röhm (VF : Christiane Jean) : Substitut Serena Southerlyn, est renvoyée par Arthur Branch, le procureur (saisons 12 à 15)
- Fred Thompson (VF : William Sabatier) : Procureur Arthur Branch, apparaît également dans New York, cour de justice (saisons 13 à 17)
- Dennis Farina (VF : François Jaubert) : Inspecteur Joe Fontana, devient le nouveau partenaire de Green et il décide de prendre sa retraite à la fin de la 16e saison (saisons 15 et 16)
- Annie Parisse (VF : Natacha Muller) : Substitut Alexandra Borgia, assassinée (saisons 15 et 16) †
- Alana de la Garza (VF : Chantal Baroin) : Substitut Consuelo « Connie » Rubirosa, entre au barreau de Los Angeles pour pouvoir s'occuper de sa mère dans la dernière série dérivée Los Angeles, police judiciaire. Elle revient ensuite à New York comme Substitut du Procureur fédéral (saisons 17 à 20)
- Milena Govich (VF : Marie Zidi) : Inspectrice Nina Cassady, renvoyée par le lieutenant Van Buren pour insubordination (saison 17)
- Linus Roache (VF : Tanguy Goasdoué) : Premier substitut Michael Cutter, promu par McCoy en 2012, il deviendra plus tard le patron des substituts du procureur à l'unité spéciale pour les victimes (saisons 18 à 20)
- Jeremy Sisto (VF : Maurice Decoster) : Inspecteur Cyrus Lupo, ancien flic de l'anti-terrorisme, devient le nouveau partenaire de Green à la suite du meurtre de son frère (saisons 18 à 20)
- Anthony Anderson (VF : Daniel Njo Lobé) (1re voix, saisons 18 à 20) puis Jérémie Bédrune (2e voix, saison 21) : Inspecteur Kevin Bernard, nouveau partenaire de Lupo, vient du bureau des affaires internes, remplace Green au cours de la 18e saison (saisons 19 à 21)
- Carolyn McCormick : Dr Elizabeth Olivet (en), psychologue (saisons 2 à 7, 9 à 10 puis 13 à 20)
- Jeffrey Donovan (VF : Yann Guillemot) : Inspecteur Frank Cosgrove (saisons 21 et 22)[11]
- Sam Waterston (VF : Michel Paulin) : Procureur John James « Jack » McCoy (saisons 5 à 23)[12]
- Camryn Manheim (VF : Josiane Pinson) : Lieutenante Kate Dixon, remplaçante d'Anita Van Buren (saisons 21 à 23)[13]
- Mehcad Brooks (VF : Frantz Confiac) : Inspecteur Jalen Shaw (saisons 22 à 24)[14]

#### Version française
Studio de doublage : Synchro Vidéo, Synchro France, Libra Films (saisons 1 à 20), Audi'Art (saison 21)
Direction artistique : Roger Lumont, Catherine Lafond, Maïk Darah (saisons 1 à 20), Dominique Bailly (saison 21)
Adaptation : Christine Avery, Catherine Lafond, Catherine Konetzi, Annie Yonnet, Amélie Morin (saisons 1 à 20), Nino Verrecchia (saison 21)

## Les protagonistes
| Saison         | Episodes | Inspecteur sénior | Inspecteur junior | Chef policier | Premier substitut | Substitut  | Procureur |
| -------------- | -------- | ----------------- | ----------------- | ------------- | ----------------- | ---------- | --------- |
| Épisode pilote |          | Greevey           | Logan             | Cragen        | Stone             | Robinette  | Wentworth |
| 1              | 1 à 22   | Greevey           | Logan             | Cragen        | Stone             | Robinette  | Schiff    |
| 2              | 1 à 22   | Cerreta           | Logan             | Cragen        | Stone             | Robinette  | Schiff    |
| 3              | 1 à 8    | Cerreta           | Logan             | Cragen        | Stone             | Robinette  | Schiff    |
| 3              | 9 à 22   | Briscoe           | Logan             | Cragen        | Stone             | Robinette  | Schiff    |
| 4              | 1 à 22   | Briscoe           | Logan             | Van Buren     | Stone             | Kincaid    | Schiff    |
| 5              | 1 à 23   | Briscoe           | Logan             | Van Buren     | McCoy             | Kincaid    | Schiff    |
| 6              | 1 à 23   | Briscoe           | Curtis            | Van Buren     | McCoy             | Kincaid    | Schiff    |
| 7              | 1 à 23   | Briscoe           | Curtis            | Van Buren     | McCoy             | Ross       | Schiff    |
| 8              | 1 à 24   | Briscoe           | Curtis            | Van Buren     | McCoy             | Ross       | Schiff    |
| 9              | 1 à 24   | Briscoe           | Curtis            | Van Buren     | McCoy             | Carmichael | Schiff    |
| 10             | 1 à 24   | Briscoe           | Green             | Van Buren     | McCoy             | Carmichael | Schiff    |
| 11             | 1 à 24   | Briscoe           | Green             | Van Buren     | McCoy             | Carmichael | Lewin     |
| 12             | 1 à 24   | Briscoe           | Green             | Van Buren     | McCoy             | Southerlyn | Lewin     |
| 13             | 1 à 24   | Briscoe           | Green             | Van Buren     | McCoy             | Southerlyn | Branch    |
| 14             | 1 à 24   | Briscoe           | Green             | Van Buren     | McCoy             | Southerlyn | Branch    |
| 15             | 1 à 13   | Fontana           | Green             | Van Buren     | McCoy             | Southerlyn | Branch    |
| 15             | 14 à 20  | Fontana           | Green             | Van Buren     | McCoy             | Borgia     | Branch    |
| 15             | 21 à 24  | Fontana           | Falco             | Van Buren     | McCoy             | Borgia     | Branch    |
| 16             | 1 à 22   | Fontana           | Green             | Van Buren     | McCoy             | Borgia     | Branch    |
| 17             | 1 à 22   | Green             | Cassady           | Van Buren     | McCoy             | Rubirosa   | Branch    |
| 18             | 1 à 14   | Green             | Lupo              | Van Buren     | Cutter            | Rubirosa   | McCoy     |
| 18             | 15 à 18  | Lupo              | Bernard           | Van Buren     | Cutter            | Rubirosa   | McCoy     |
| 19             | 1 à 22   | Lupo              | Bernard           | Van Buren     | Cutter            | Rubirosa   | McCoy     |
| 20             | 1 à 23   | Lupo              | Bernard           | Van Buren     | Cutter            | Rubirosa   | McCoy     |
| 21             | 1 à 10   | Bernard           | Cosgrove          | Dixon         | Price             | Maroun     | McCoy     |
| 22             | 1 à 24   | Cosgrove          | Shaw              | Dixon         | Price             | Maroun     | McCoy     |
| 23             | 1 à 6    | Shaw              | Riley             | Dixon         | Price             | Maroun     | McCoy     |
| 23             | 7 à 13   | Shaw              | Riley             | Dixon         | Price             | Maroun     | Baxter    |
| 24             | 1 à      | Shaw              | Riley             | Brady         | Price             | Maroun     | Baxter    |

## Accueil

### Récompenses
- Emmy Award 1992 : Meilleur son pour l'épisode Un incendie pas comme les autres
- Emmy Award 1993 : Meilleure photographie pour l'épisode Meurtre en noir et blanc
- Emmy Award 1993 : Meilleure guest dans une série dramatique pour Elaine Stritch
- Emmy Award 1997 : Meilleure série dramatique
- Emmy Award 1997 : Meilleure photographie pour l'épisode Libération anticipée
- Emmy Award 1998 : Meilleure photographie pour l'épisode Traque sur Internet
- Screen actors guild awards 1999 : Meilleur acteur de série dramatique : Sam Waterston
- Screen actors guild awards 2005 : Meilleur acteur de série dramatique : Jerry Orbach

### Réception critique
Le site Imdb.com présente une note de 7,8/10 sur plus de 45 000 internautes. Le site français Allociné, présente quant à lui une note de 2,5/5 sur près de 5 000 internautes.

## Production

### Distribution
New York, police judiciaire (La loi et l’Ordre au Québec) est, derrière Les Simpson et sa première série dérivée, New York, unité spéciale l'une des séries possédant la plus grande longévité. Le souhait de son créateur Dick Wolf était de la faire durer au moins 20 saisons pour être en mesure de battre le record de la série américaine Gunsmoke ; néanmoins, ce record ne sera pas battu mais simplement égalé, la série étant arrêtée après la 20e saison. mais sa reprise en 2022, permet de battre ce record.
Roy Thinnes (David Vincent dans Les Envahisseurs) qui joue le rôle du procureur Alfred Wentworth dans l'épisode pilote de la série, apparaît au générique américain. Mais on y voit déjà Steven Hill (prédécesseur de Jim Phelps dans Mission impossible), qui, dès le second épisode, apparaît en tant qu'Adam Schiff.
Cas extrêmement rare dans l'univers des séries TV, Jill Hennessy reprend le personnage de Claire Kincaid, personnage qui dépend de cette série policière, dans l'épisode 12 de la saison 4 de la série Homicide, se déroulant à Baltimore, dans le Maryland. Même si des personnages des deux franchises se sont rencontrés plusieurs fois, Homicide n'appartient pas à l'univers fictionnel des séries Law & Order développées par Dick Wolf, et n'est aucunement liée à New York, police judiciaire.
Avant d'interpréter le rôle de l'inspecteur Lupo, Jeremy Sisto fit une première apparition dans la série lors de l'épisode 22 de la saison 17 (La Famille de la haine), dans le rôle de Clint Glover, un avocat de la défense.
Durant l'épisode 230, en 2000, le maire de New York, Rudolph Giuliani joue son propre rôle pour introduire le personnage de Nora Lewin en tant que procureur provisoire, en remplacement d'Adam Schiff.
Contrairement à des séries comme New York Police Blues, Les Experts : Manhattan, FBI : Portés disparus ou Castle, tournées presque entièrement en studio à Hollywood et ne comportant que quelques scènes et prises de vues extérieures filmées réellement à New York, New York, police judiciaire, comme d'autres séries produites par Dick Wolf, est entièrement tournée à New York.
L'actrice Sharon Epatha Merkerson, qui incarnait le lieutenant Anita Van Buren, voulait quitter la série après la 20e saison.

### Production
Le 27 avril 2006, la série est renouvelée pour une dix-septième saison par NBC.
Le 18 mai 2009, la série est renouvelée pour une vingtième saison.
Le 14 mai 2010, la série est annulée après 20 saisons.
Le 29 septembre 2021, la chaîne de diffusion de la série NBC commande une vingt-et-unième saison, 11 ans après son annulation.
Le 10 mai 2022, NBC renouvelle la série pour une vingt-deuxième saison.
Le 10 avril 2023, la série est renouvelée pour une vingt-troisième saison.
Le 21 mars 2024, la série est renouvelée pour une vingt-quatrième saison par NBC.
Le 8 mai 2025, NBC renouvelle la série pour une vingt-cinquième saison.

### Déroulement
Chaque épisode de New York, police judiciaire respecte scrupuleusement un déroulement formaté :
- La lecture de l'accroche.
- Un prologue permettant de découvrir la ou les victimes d'un meurtre ou d'une tentative de meurtre, et au cours duquel sont présentés au téléspectateur les éléments de base de l'enquête de police qui suivra.
- Le générique.
- Une première partie consistant en l'enquête de police proprement dite, qui aboutit généralement à l'arrestation d'un ou plusieurs suspects.
- Une deuxième partie qui se déroule dans l'environnement des tribunaux, des avocats et des juges.
- Un texte sur fond noir est placé au début de la plupart des scènes, indiquant la date et le lieu où elles se déroulent, accompagné d'un bruit de cloche devenu emblématique de la série.

### La «petite phrase» de Lennie Briscoe
Pendant toutes les saisons où Jerry Orbach interpréta le rôle de l'inspecteur Lennie Briscoe, le scénariste lui fit dire une petite phrase qui conclut le prologue, dont la particularité est d'être toujours une pointe d'humour ou de sarcasme.
- « J'aurais dû croiser aussi les orteils. »
- « Les fous ne sont pas systématiquement idiots, mon ex-femme en fournit la preuve. »
- « Comme je l'ai toujours dit : les parkings, ici, c'est mortel. »
- « Je parie que Sammy ne téléphonera pas pour dire qu'il est malade. »
- « On n'est peut-être pas arrivés au bon moment mais dans l'ensemble ils ont l'air assez sympa. »
- « Il semblerait que le prix des asticots ait augmenté. » (saison 11, épisode 3 Dissonance)
- « Curieuse façon de faire une omelette » (saison 9, épisode 6).
- A propos d'une femme qui a été poussée depuis son toit dans le patio assez coquet de son voisin : « Et on s'étonne que les voisins entrent sans frapper. »

Par la suite, le successeur direct de Briscoe, l'inspecteur Joe Fontana, joué par Dennis Farina, reproduira également ce genre de pointes sarcastiques à la fin des prologues. Ainsi, à propos de la mort d'une star du porno dans la saison 15 : « Je me demande ce qu'ils mettront en berne. »

## Diffusion en France
En France, les saisons 1 à 5 ont été diffusées sous le titre New York District du 10 septembre 1994 au 27 septembre 1997 sur France 3. La chaîne avait acquis les droits des 5 premières saisons pour deux diffusions uniquement. Ensuite, la série est diffusée par le groupe TF1.